# 스타 집현전
《스타집현전》은 2002년 3월 8일부터 2003년 5월 16일까지 방송했던 퀴즈 프로그램이며, 이홍렬이 MC를 맡았었다. 방영 당시에 "대한민국 최초의 오픈북 퀴즈쇼"를 표방했다. 한편, 이 프로그램은 지나친 비속어, 유행어 등으로 따끔한 눈초리를 샀으며 2001년 가을개편부터 1TV에서 평일 저녁 7시에 방영된 인간극장이 2002년 가을개편부터 2TV 8시 50분으로 이동한 개편에 따라 그 해 11월 1일부터 금요일 저녁 8시 20분에서 7시 5분으로 시간대를 이동했지만 동시간대 SBS 진실게임 때문에 고전을 면치 못하자 2003년 5월 16일 방영분을 끝으로 막을 내려야 했는데 다른 오락 프로그램과의 유사성 등이 제기됐다.

## 제작진
- 연출: [1대] 남현주, 하태석
- 연출: [2대] 남현주, 서수민, 김수아
- 연출: [3대] 조성호, 조현아, 김수아

## 역대 패널
- 송은이
- 홍록기
- 안선영
- 강병규
- 김지훈

## 코너 목록
- 반 편성 퀴즈 - 치고받고
- 만장일치 땡땡땡!
- 만장일치! 뭐더라?
- 만장일치 OX쿵쿵쿵

## 1기 진행형식

### 만장일치! 뭐더라?
최근 신문에 나온 내용에서 빈칸을 채워서 맞히는 퀴즈로 팀 전원이 정답을 만장일치해야 성공한다.

### 확률퀴즈! 뭐니! 머니
어떤 주제를 가지고 문제를 푼다
정답을 알기전에 500원짜리 동전을 20초동안 쌓고 부저를 누른 사람이 기회를 가지며,정답을 맞히면 점수와 함께 쌓은 동전을 가져간다

### 퀴즈로 가는 퀴즈
매 단계마다 퀴즈를 풀며 정답은 맞힌 팀이 연상퀴즈의 힌트를 가진다

### 포로구출 대작전! 패스워드를 찾아라
4개 혹은 5개의 문제를 숫자로 암호를 해독해서 빨리 성공한 팀이 승리한다.

## 2기 진행형식
- 연예인들이 출연해서 4지선다의 문제를 풀어 우승자를 가리는 형식이다.
- 문제는 VCR 퀴즈, 스타들의 게임 대결을 통해 누가 이길 지를 맞히는 게임, 상식 퀴즈 등으로 이루어져 있다.
- 연예인들은 PDA판에 보기의 답을 적는다.
- 매 퀴즈마다 정답을 맞힌 사람의 순위가 정답 소요 시간과 함께 공개된다.
- 가장 많은 점수를 획득한 사람이 퀴즈 제왕에 등극한다.
- 만약에 동점자가 있을 시, 정답 총 소요 시간 짧은 사람이 우선순위가 된다.

## 결방 사유
- 2002년 6월 7일, 6월 14일, 6월 21일: 2002년 FIFA 월드컵 중계 방송으로 인해 결방
- 2002년 9월 20일: 《추석 특집 아버지와 아들 - 월드컵 스타 김남일》 방송으로 인해 결방
- 2002년 10월 4일: 2002년 부산 아시안 게임 중계 방송으로 인해 결방
- 2002년 11월 8일: 2002년 한국시리즈 5차전 중계 방송으로 인해 결방
- 2003년 1월 31일: 《설 특집 올스타 총출동 퀴즈의 제왕》 방송으로 인해 결방

## 참고 사항
- 2002년 2월 8일에 파일럿 프로그램 형식으로 방영된 설날 특집 프로그램인 《스타대결 오락대백과》가 전신이다. god 멤버(박준형·윤계상·데니 안·손호영·김태우)는 야수팀, 노사연·조혜련·홍진경·신지는 미녀팀 역할을 맡았다.
- 해당 프로그램이 2002년 11월 1일부터 금요일 오후 7시 5분으로 시간대를 이동한 뒤 후속작으로 마련된 퍼즐 챔피언 초대 MC를 맡았던[3] 정재환은 <스타 집현전>이 금요일 오후 8시 20분에 방영될 당시 이 프로그램의 전작이기도 한 실패열전 장밋빛 인생 사회자였다[4].

## 경쟁 프로그램
- 도전 골든벨 (종영) (KBS 1TV)
- 스타 골든벨 (종영)